# 芳甸路
芳甸路是中华人民共和国上海市浦东新区的一条街道，南北走向。道路北起杨高中路，穿过联洋新社区、世纪公园、南至内环高架路。杨高中路以北为南洋泾路。

## 轨道交通
上海轨道交通9号线在道路北端路口设有芳甸路站。上海轨道交通7号线在道路南段附近设有花木路站。

## 周边建筑物
- 世纪公园
- 证大大拇指广场
- 联洋广场
- 上海新国际博览中心
- 上海市进才实验中学

## 交汇道路（由北向南）
- 杨高中路
- 丁香路
- 迎春路
- 锦绣路
- 花木路
- 梅花路
- 樱花路
- 兰花路
- 龙阳路（内环高架路）